# John L. O’Sullivan

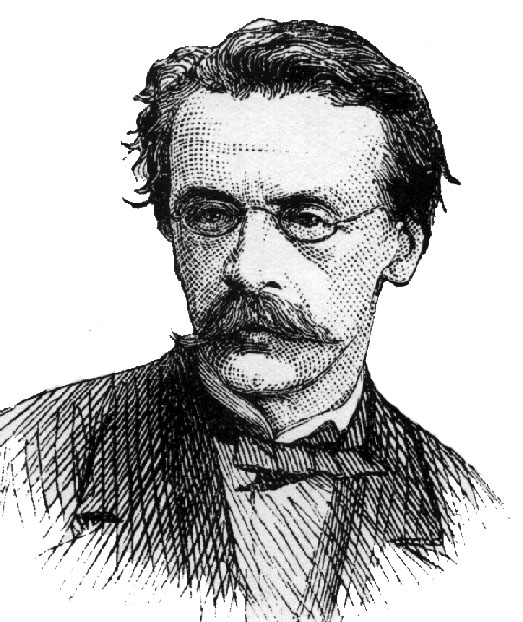
Skizze von John O’Sullivan von 1874.

John Louis O’Sullivan (* 15. November 1813 auf hoher See; † 14. März 1895 in New York City) war ein politisch einflussreicher New Yorker Journalist und Mitglied der Demokratischen Partei. Er gehörte der Young America-Bewegung an.

## Leben
Mit finanzieller Unterstützung von Martin Van Buren, der kurz darauf Präsident wurde, war O’Sullivan einer der Mitbegründer der Zeitschrift United States Magazine and Democratic Review. Diese Zeitschrift wurde ein Sprachrohr Van Burens und verteidigte ihn insbesondere während der Wirtschaftskrise von 1837. Auf O’Sullivan ist die Redewendung Manifest Destiny zurückzuführen. 1845 formulierte er im United States Magazine and Democratic Review unter diesem Begriff den „göttlichen Auftrag“ der US-Amerikaner zur Expansion. Diese außenpolitische Option wurde von den puritanischen Gründern begeistert aufgenommen und verband sich mit deren Vorstellung, „auserwählt“ zu sein.
1854 bis 1858 war er amerikanischer Botschafter (damals: „Minister“) in Portugal.
Eine enge Freundschaft verband ihn mit dem  Schriftsteller  Nathaniel Hawthorne, der in der Democratic Review veröffentlichte.
O’Sullivan starb an einer unbekannten Form der Influenza in einem New Yorker Hotel am 14. März 1895.